# Anna Vaccarella
Anna Vaccarella Ilija (Maracay, Estado Aragua, Venezuela; 31 de agosto de 1968) es una periodista venezolana. Actualmente tiene un programa de noticias y entrevistas en Unión Radio.

## Biografía
Nació en Maracay, el 31 de agosto de 1968 y se crio en Cagua. Es hija del italiano, Carmelo Vaccarella (oriundo de Mesina, Sicilia); quien inmigró a Cagua, donde conoció a quién sería su esposa; la eslovena, Anna Ilija (oriunda de Yugoslavia); mientras esta visitaba a una de sus hermanas, que residía allí. Ilija, había inmigrado a Güigüe; a los cinco años de edad. Tiene un hermano: Antonio (1966).

### Carrera
De pequeña, quería ser médico. A los 17 años de edad, se mudó a Caracas para estudiar Comunicación Social en la Universidad Católica Andrés Bello y se graduó siendo la primera de su promoción.
Comenzó su carrera en la televisión, en el canal RCTV donde desempeñó su labor periodística por 10 años. Inició como corresponsal y luego, con tan solo 24 años, condujo Alerta, un programa de investigación periodística y denuncia. También, incursionó en la radio y trabajó por 8 años en kys 101.5 FM.
Al retirarse de RCTV, salta a las pantallas de Venevisión; en las cuales tuvo la oportunidad de trabajar en las emisiones meridianas, junto a los periodistas Unai Amenabar y Eduardo Rodríguez. Trabajó en dicho canal por 12 años, hasta que en diciembre de 2013; se despide y decide volver a la radio, para ser locutora del programa En Sintonía; transmitido por Unión Radio 90.3 FM.

### Vida personal
En 2005 y con 37 años de edad, Anna Vaccarella contrae nupcias con su colega; Román Lozinski. La pareja, tuvo dificultades para concebir pero como resultado de tratamientos in vitro; nacieron las gemelas, Isabella y Sofía; el 7 de mayo de 2011.

#### Enfermedad
El 31 de julio de 2015, Vaccarella envió a los medios un comunicado en el cual revelaba que luego de someterse a una histerectomía los resultados de la biopsia reflejaban que padecía de Linfoma No Hodkin, un tipo de cáncer que ataca las células linfáticas y la médula ósea.
El 1 de enero de 2016 viajó a Nueva York, Estados Unidos y el 2 de febrero el doctor Sergio Giralt le practicó un trasplante de médula ósea. Aproximadamente cinco meses después, Vaccarella volvió al país y retomó sus labores en Unión Radio.
La periodista ha explicado en entrevistas que la operación a la cual fue sometida tiene 50% de probabilidades de curarla completamente o de que el cáncer reaparezca, sin embargo, actualmente asegura estar sana y espera someterse en febrero de 2017 a nuevos exámenes en Estados Unidos para verificar su evolución.
La periodista ha logrado sacarle partido a la difícil situación que atravesó, y a partir de su experiencia ha desarrollado una serie de charlas motivacionales titulada Renacida para dictar en empresas.